# Pazourek
Pazourek je tvrdá sedimentární kryptokrystalická forma křemene (oxid křemičitý SiO2) zařazená mezi odrůdy chalcedonu. Pazourek je obvykle tmavošedý, modrý, černý nebo temně hnědý a často se skelným vzhledem. Vyskytuje se převážně ve formě pecek (mandlí, konkrecí, uzlin) i větších objemů uvnitř usazených (sedimentárních) hornin jako jsou křídy a vápence.

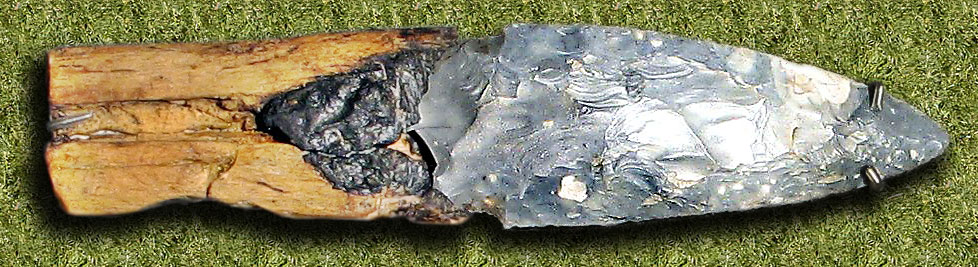
Opracovaný pazourek

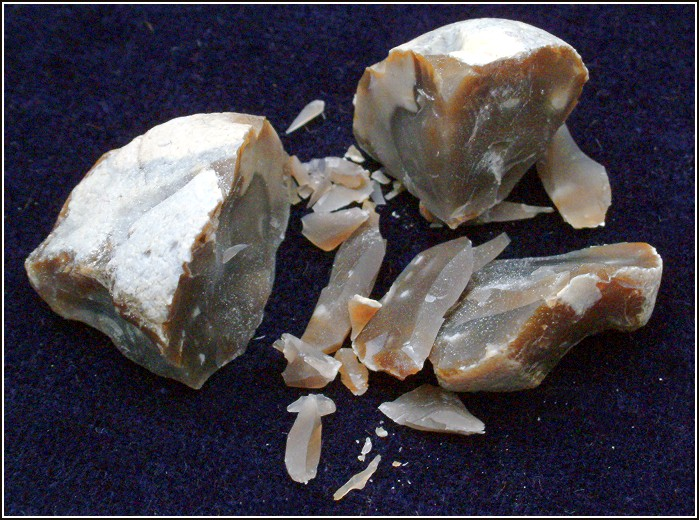
Částečně rozštípaný pazourek

## Vznik pazourku
Způsob vzniku pazourku není dosud jasný, i když se zdá potvrzeno, že je výsledkem chemických změn při tvorbě sedimentárních hornin pod tlakem – při procesu diageneze. Jedna teorie praví, že gelovitý křemičitý materiál vyplňuje dutiny v sedimentu a v nich “zkřemení”. To by vysvětlovalo složité tvary, ve kterých se přirozený pazourek v přírodě vyskytuje.

## Výskyt pazourku v Evropě
V Evropě se nejlepší pazourek pro výrobu nástrojů vyskytuje v Belgii v Obourgu v pazourkových dolech ve Spiennes, v křídách na pobřeží průlivu La Manche, v Pařížské pánvi, v ložiskách na Rujáně (např. na mysu Arkona), v anglických Grimes Graves, v dánských Møns Klint a v jurských vrstvách krakovské oblasti v Polsku.

## Význam pazourku
Pazourek byl pro své relativně snadné opracování a lasturnatý lom jedním z nejvíce užívaných materiálů pro výrobu kamenných nástrojů v době kamenné. Byl zpracováván štípáním na tenké ostré štěpiny, které tvořily ostří primitivních nástrojů a zbraní, například hroty šípů, nebo se používal ve formě pěstních klínů.
V pravěku se na území Česka pazourek dostával z pobřeží Baltu, posunem ledovců. Odtud má přízvisko baltský.
Anglický (a také německý) název pazourku – flint – je známý z obecného názvu pro pušku – flinta. Pazourek byl totiž užíván u pušky v křesadle jako křesací kamínek (nárazem oceli s pazourkem vznikají jiskry) a jeho úlohou bylo zažehnout střelný prach, který vypálil střelu (projektil). Vojenské užití pazourku v mušketách britské armády je doloženo k roku 1842. Skláři, optici a astronomové taky znají flintové sklo s vysokým indexem lomu.